# Max Nettlau

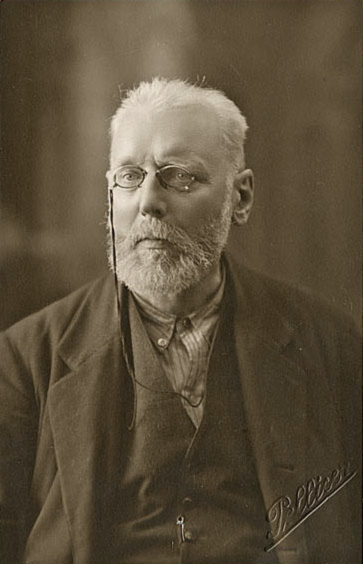
Max Nettlau

Max Heinrich Hermann Reinhardt Nettlau, född 30 april 1865, död 23 juli 1944, var en tysk anarkist och historiker. Han är kanske mest känd för att vara författare till standardverket Anarkismen genom tiderna.

## Liv
Även om han föddes i Neuwaldegg (en del av Wien idag) och växte upp i Wien så behöll han sitt preussiska (senare tyska) medborgarskap hela livet. Han studerade kymriska, och skrev sin doktorsavhandling i Leipzig med rubriken "Bidrag till en grammatik över det cimbriska språket". Han tillbringade en del av sitt liv i London, där han anslöt sig till Socialist League och träffade William Morris. I London träffade han även anarkister som Errico Malatesta och Pjotr Kropotkin som han kom att stå i kontakt med under resten av livet. Han var med och grundade tidningen Freedom Press som han skrev i under många år.

## Gärning
Under 1890-talet insåg han att en gammal generation av revolutionära socialister och anarkister från mitten av 1800-talet höll på att försvinna, och att deras arkiv av skrifter och korrespondens höll på att förstöras. Därför koncentrerade han sig på att samla ihop och rädda sådana samlingar, vilket möjliggjordes av ett blygsamt arv från hans far. Han intervjuade också många veteraner inom rörelsen och författade biografier om många berömda anarkister, däribland Mikhail Bakunin, Élisée Reclus och Errico Malatesta. Han författade även ett verk om anarkismens historia i sju volymer.
Hans omfattade samling såldes till det Internationella Institutet för Socialhistoria år 1937. Han bodde i Amsterdam från år 1938 där han arbetade med att katalogisera arkivet för institutet. "Nazisterna var uppenbarligen inte medvetna om detta", så han dog där av magcancer 1944, utan att någonsin ha blivit förföljd eller trakasserad. Nettlau sade redan år 1920 att hans samlingar omfattade 40 000 tryckskrifter, exklusive mindre trycksaker.
Rudolf Rocker skrev en biografi om Nettlau som publicerades på spanska. Den utkom 1950 under titeln "Max Nettlau, el Herodoto de la anarquia". Holger Carlsson översatte verket från tyska och gav ut det under titeln "Ett liv för friheten: Max Nettlau, anarkismens historiker".